# Andrae Williams
Andrae Williams, född den 12 juli 1983, är en friidrottare från Bahamas som tävlar på 400 meter. 
Williams deltog vid VM i Helsingfors där han blev utslagen redan i kvalet. Vid samma mästerskap blev han silvermedaljör i stafett över 4 x 400 meter. Vid VM i Osaka två år senare blev han åter silvermedaljör i stafett. Vid samma mästerskap slutade han femma i semifinalen på 400 meter och gick inte vidare till finalen.
Williams deltog även vid Olympiska sommarspelen 2008 i stafett och blev för tredje gången silvermedaljör. 

## Personliga rekord
- 400 meter - 44,90